# Crack Down
Crack Down (クラックダウン?, Kurakku daun), spesso chiamato impropriamente Crackdown dalla stampa coeva, è un videogioco arcade sparatutto pubblicato nel 1989 dalla Sega. Nel 1990 furono pubblicate conversioni per gli home computer Amiga, Amstrad CPC, Atari ST, Commodore 64 e ZX Spectrum dalla U.S. Gold. La Sega lo pubblicò anche per console Sega Mega Drive e per MS-DOS, e pubblicò le edizioni nordamericane per Amiga, Atari ST e Commodore 64.
In Crack Down si controllano combattenti a piedi attraverso arene intricate con vista dall'alto, in un'ambientazione fantascientifica. Nello stile venne spesso paragonato al classico Gauntlet.
La versione Mega Drive uscì anche per l'arcade multigioco Mega-Tech. Emulazioni ufficiali della versione Mega Drive uscirono per Wii (2007) e a partire dal 2010 per molte piattaforme nella raccolta Sega Mega Drive Classics.

## Trama
I due agenti speciali Ben e Andy si introducono nella vasta base tecnologica del tipico scienziato pazzo Mr. K, difesa da un esercito di replicanti, per fermare i suoi loschi piani facendo saltare le strutture con l'esplosivo.
Nell'arcade e nelle conversioni più fedeli, dopo aver ucciso Mr. K, nella scena finale vengono piazzati gli ultimi esplosivi per distruggere un'enorme creatura diabolica che lo scienziato stava creando.

## Modalità di gioco
Crack Down può essere giocato in singolo o a due giocatori in cooperazione in simultanea. Lo schermo è sempre diviso verticalmente in due aree quadrate dedicate a ciascun giocatore; se si gioca da soli l'altra area rimane inutilizzata (solo nella versione Mega Drive viene usata per mostrare i tipi di nemici presenti nello scenario).
La visuale indipendente di ciascun giocatore è dall'alto, con scorrimento in tutte le direzioni. Gli scenari sono tortuosi, con corridoi e stanze. Spesso i corridoi sono stretti tanto che nel multigiocatore si può passare solo uno per volta.
In cima allo schermo, tra i pannelli delle statistiche di ciascun giocatore, è presente una minimappa in comune, che mostra tutto lo scenario con le posizioni degli elementi rilevanti.
Lo scopo di ogni livello è raggiungere tutti i luoghi contrassegnati da una X per piazzarvi degli esplosivi, cosa che avviene automaticamente passandoci sopra, e infine raggiungere una delle uscite prima che scada il tempo.
Ben e Andy possono muoversi e attaccare in tutte le direzioni, sparando con le armi, che hanno munizioni limitate, oppure colpendo in corpo a corpo a mani nude, ugualmente letali. È possibile appiattirsi contro le pareti per schivare gli attacchi nemici.
Inizialmente le munizioni sono minime, ma è possibile raccogliere ricariche sparse per gli scenari. Le armi disponibili sono mitragliatrice, cannone, e "super bombe", ossia smart bomb che eliminano tutti gli avversari vicini.
I nemici sono perlopiù guardie umanoidi di vari tipi, ciascuno con un proprio attacco, in corpo a corpo o con pistole, mitragliatrici, cannoni, lanciafiamme. Nello scenario possono esserci anche botole e suoli letali da evitare. Si perde una vita appena si subisce un colpo. I nemici possono anche uccidersi accidentalmente tra di loro sparando.
Ci sono in tutto 16 livelli, con scenari e selezioni di nemici differenti. I livelli sono tutti presenti anche in tutte le conversioni.

## Accoglienza
Crack Down fu accolto in modo mediamente positivo dalla critica. La versione arcade fu decisamente apprezzata, tuttavia la rivista K ritenne che il gioco è ben realizzato ma ha poco spessore.
Furono mediamente molto apprezzate anche le versioni Commodore 64 e Atari ST, quest'ultima considerata un arcade perfect da The Games Machine.
Poco più basse, ma pur sempre intorno al 70%, le medie delle versioni Amiga, Amstrad CPC (una delle migliori conversioni di arcade per il CPC secondo Zzap!), ZX Spectrum e Sega Mega Drive.